# Mistrzostwa Świata Juniorów w Lekkoatletyce 1988
Mistrzostwa Świata Juniorów w Lekkoatletyce 1988 – zawody sportowe zorganizowane przez IAAF w 
kanadyjskim mieście Greater Sudbury (na Laurentian University Stadium). Impreza trwała od 27 do 31 lipca 1988. Polacy zdobyli 5 medali w tym 2 złote.

## Rezultaty

### Mężczyźni
| Konkurencja:          | Złoto:                                                                              | Złoto:   | Srebro:                                                                          | Srebro:  | Brąz:                                                                                       | Brąz:    |
| --------------------- | ----------------------------------------------------------------------------------- | -------- | -------------------------------------------------------------------------------- | -------- | ------------------------------------------------------------------------------------------- | -------- |
| 100 m                 | Andre Cason · Stany Zjednoczone                                                     | 10,22    | Sven Matthes · NRD                                                               | 10,28    | Aleksandr Szłyczkow · ZSRR                                                                  | 10,37    |
| 200 m                 | Kevin Braunskill · Stany Zjednoczone                                                | 20,87    | Olapade Adeniken · Nigeria                                                       | 20,88    | Dmitrij Barteniew · ZSRR                                                                    | 20,92    |
| 400 m                 | Tomasz Jędrusik · Polska                                                            | 46,19    | Steve Perry · Australia                                                          | 46,74    | Anthony Eziuka · Nigeria                                                                    | 46,81    |
| 800 m                 | Jonah Birir · Kenia                                                                 | 1:50,03  | Kevin McKay · Wielka Brytania                                                    | 1:50,79  | Melford Homela · Zimbabwe                                                                   | 1:51,34  |
| 1500 m                | Wilfred Kirochi · Kenia                                                             | 3:46,52  | Noureddine Morceli · Algieria                                                    | 3:46,93  | Fermín Cacho · Hiszpania                                                                    | 3:47,31  |
| 5000 m                | Henry Kirui · Kenia                                                                 | 13:54,29 | Mohamed Choumassi · Maroko                                                       | 13:54,36 | Addis Abebe · Etiopia                                                                       | 13:58,08 |
| 10 000 m              | Addis Abebe · Etiopia                                                               | 28:42,13 | Bedilu Kibret · Etiopia                                                          | 28:48,55 | James Songok · Kenia                                                                        | 28:50,42 |
| Bieg na 20 km         | Metaferia Zeleke · Etiopia                                                          | 59:27    | Thomas Osano · Kenia                                                             | 1:00:14  | Abel Gisemba · Kenia                                                                        | 1:00:36  |
| 110 m przez płotki    | Reinaldo Quintero · Kuba                                                            | 13,71    | Stephen Brown · Stany Zjednoczone                                                | 13,73    | Elbert Ellis · Stany Zjednoczone                                                            | 13,78    |
| 400 m przez płotki    | Kelly Carter · Stany Zjednoczone                                                    | 49,50    | Mugur Mateescu · Rumunia                                                         | 50,70    | Wadim Zadojnow · ZSRR                                                                       | 50,88    |
| 3000 m z przeszkodami | William Chemitei · Kenia                                                            | 8:41,61  | Matthew Birir · Kenia                                                            | 8:44,54  | Arto Kuusisto · Finlandia                                                                   | 8:46,42  |
| Chód na 10000 m       | Alberto Cruz · Meksyk                                                               | 41:16,11 | Valentí Massana · Hiszpania                                                      | 41:33,95 | Michaił Chmielnicki · ZSRR                                                                  | 41:38,86 |
| 4 × 100 m             | Stany Zjednoczone · Kevin Braunskill · Quincy Watts · Andre Cason · Terrence Warren | 39,27    | Nigeria · Abdullah Tetengi · Davidson Ezinwa · Victor Nwankwo · Olapade Adeniken | 39,66    | Wielka Brytania · Courtney Rumbolt · Lloyd Stapleton · Darren Braithwaite · Jamie Henderson | 40,06    |
| 4 × 400 m             | Stany Zjednoczone · Jesse Carr · Chris Nelloms · Jerome Williams · Ralph Carrington | 3:05,09  | Australia · Anthony Ryan · Mark Garner · Dean Capobianco · Steve Perry           | 3:07,60  | Jamajka · Michael Rose · Carey Johnson · Anthony Pryce · Daniel England                     | 3:08,00  |
| Skok wzwyż            | Artur Partyka · Polska                                                              | 2,28     | Lambros Papakostas · Grecja                                                      | 2,25     | Park Jae-Hong · Korea Południowa · Jarosław Kotewicz · Polska                               | 2,22     |
| Skok o tyczce         | István Bagyula · Węgry                                                              | 5,65     | Maksim Tarasow · ZSRR                                                            | 5,60     | Andriej Grudinin · ZSRR                                                                     | 5,30     |
| Skok w dal            | Luis Bueno · Kuba                                                                   | 7,99     | Saúl Isalgué · Kuba                                                              | 7,78     | Nai Hui-Fang · Chińskie Tajpej                                                              | 7,77     |
| Trójskok              | Władimir Melichow · ZSRR                                                            | 16,69    | Galin Georgiew · Bułgaria                                                        | 16,18    | Eugene Greene · Bahamy                                                                      | 16,16    |
| Pchnięcie kulą        | Ołeksandr Kłymenko · ZSRR                                                           | 18,92    | Mike Stulce · Stany Zjednoczone                                                  | 18,47    | Aleksandr Klimow · ZSRR                                                                     | 18,06    |
| Rzut dyskiem          | Andreas Seelig · NRD                                                                | 58,60    | Kamy Keshmiri · Stany Zjednoczone                                                | 54,68    | Jurij Nesteriec · ZSRR                                                                      | 53,70    |
| Rzut oszczepem        | Władimir Owczinnikow · ZSRR                                                         | 77,08    | Steve Backley · Wielka Brytania                                                  | 75,40    | Jens Reimann · NRD                                                                          | 71,64    |
| Rzut młotem           | Wadim Kolesnik · ZSRR                                                               | 69,52    | Oleg Poljuszik · ZSRR                                                            | 69,00    | Thomas Hommel · NRD                                                                         | 66,06    |
| Dziesięciobój         | Michael Kohnle · Niemcy                                                             | 7729     | Robert Změlík · Czechosłowacja                                                   | 7659     | Eduard Hämäläinen · ZSRR                                                                    | 7596     |

### Kobiety
| Konkurencja:       | Złoto:                                                          | Złoto:   | Srebro:                                                                          | Srebro:  | Brąz:                                                                               | Brąz:    |
| ------------------ | --------------------------------------------------------------- | -------- | -------------------------------------------------------------------------------- | -------- | ----------------------------------------------------------------------------------- | -------- |
| 100 m              | Diana Dietz · NRD                                               | 11,18    | Katrin Krabbe · NRD                                                              | 11,23    | Liliana Allen · Kuba                                                                | 11,36    |
| 200 m              | Katrin Krabbe · NRD                                             | 22,34    | Diana Dietz · NRD                                                                | 22,88    | Liliana Allen · Kuba                                                                | 22,97    |
| 400 m              | Grit Breuer · NRD                                               | 51,24    | Maicel Malone · Stany Zjednoczone                                                | 52,23    | Olga Moroz · ZSRR                                                                   | 53,20    |
| 800 m              | Birte Bruhns · NRD                                              | 2:00,67  | Catalina Gheorghiu · Rumunia                                                     | 2:01,96  | Dorota Buczkowska · Polska                                                          | 2:02,94  |
| 1500 m             | Doina Homneac · Rumunia                                         | 4:12,94  | Snežana Pajkić · Jugosławia                                                      | 4:16,19  | Yvonne van der Kolk · Holandia                                                      | 4:16,35  |
| 3000 m             | Ann Mwangi · Kenia                                              | 9:13,99  | Fernanda Ribeiro · Portugalia                                                    | 9:15,33  | Yvonne Lichtenfeld · NRD                                                            | 9:16,02  |
| 10 000 m           | Jane Ngotho · Kenia                                             | 33:49,45 | Olga Nazarkina · ZSRR                                                            | 33:50,03 | Mónica Gama · Portugalia                                                            | 34:16,13 |
| 100 m przez płotki | Aliuska López · Kuba                                            | 13,23    | Birgit Wolf · Niemcy                                                             | 13,51    | Żanna Gurbanowa · ZSRR                                                              | 13,64    |
| 400 m przez płotki | Antje Axmann · NRD                                              | 57,47    | Ann Maenhout · Belgia                                                            | 57,58    | Silvia Rieger · Niemcy                                                              | 57,88    |
| Chód na 5000 m     | María Cruz Díaz · Hiszpania                                     | 21:51,31 | Olga Sánchez · Hiszpania                                                         | 21:58,17 | Maria Grazia Orsani · Włochy                                                        | 22:04,74 |
| 4 × 100 m          | NRD · Grit Breuer · Katrin Krabbe · Diana Dietz · Kathrin Henke | 43,48    | Kuba · Eusebia Riquelme · Liliana Allen · Aliuska López · Ana Valdivia           | 44,04    | Stany Zjednoczone · Angela Burnham · Kendra Mackey · Frenchie Holmes · Esther Jones | 44,27    |
| 4 × 400 m          | NRD · Manuela Derr · Stefanie Fabert · Anke Wöhlk · Grit Breuer | 3:28,39  | Stany Zjednoczone · Keisha Demas · Stephanie Saleem · Kendra Mackey · Teri Smith | 3:31,48  | ZSRR · Tatjana Mowczan · Wiktoria Miłosierdowa · Olga Burkanowa · Olga Moroz        | 3:31,89  |
| Skok wzwyż         | Galina Astafei · Rumunia                                        | 2,00     | Jelena Jelesina · ZSRR                                                           | 1,96     | Karen Scholz · NRD                                                                  | 1,92     |
| Skok w dal         | Fiona May · Wielka Brytania                                     | 6,88     | Anu Kaljurand · ZSRR                                                             | 6,78     | Joanne Wise · Wielka Brytania                                                       | 6,69     |
| Pchnięcie kulą     | Ines Wittich · NRD                                              | 18,54    | Heike Rohrmann · NRD                                                             | 17,84    | Elwira Polakowa · ZSRR                                                              | 17,10    |
| Rzut dyskiem       | Ilke Wyludda · NRD                                              | 68,24    | Astrid Kumbernuss · NRD                                                          | 64,08    | Proletka Wojczewa · Bułgaria                                                        | 58,94    |
| Rzut oszczepem     | Karen Forkel · NRD                                              | 61,44    | Isel López · Kuba                                                                | 57,86    | Małgorzata Kiełczewska · Polska                                                     | 57,04    |
| Siedmiobój         | Swetła Dimitrowa · Bułgaria                                     | 6289     | Jelena Pietuszkowa · ZSRR                                                        | 6102     | Peggy Beer · NRD                                                                    | 6067     |